# 唐順之
唐順之（1507年11月9日—1560年4月25日），字應德，一字義修，號荊川，直隸常州府武進縣人，明朝通才、政治人物，官至右僉都御史。唐宋派文學家，“嘉靖八才子”之一，與歸有光、王慎中兩人合稱“嘉靖三大家”。亦善武，通兵法，曉武術。諡襄文。

## 生平
嘉靖七年（1528年），唐順之以《書經》中式戊子科應天鄉試第六名舉人，嘉靖八年（1529年）聯捷己丑科會試第一（會元），殿試位列二甲第一名（傳臚），賜進士出身。
大禮議以來，權臣張璁厭惡翰林，庶吉士都外放為官，僅唐順之得以留在翰林院。但唐順之堅決推辭，於是調任兵部主事，稱病歸里。後改官吏部。嘉靖十二年（1533年），詔選朝官為翰林，順之改任編修，校對歷朝實錄。工作接近完成，順之又復以疾告退，張璁將其奏疏擱置。有人告訴張璁，順之想要遠離，張璁大怒，擬旨將順之以吏部主事罷歸，永不敘用。
因倭寇屢犯沿海，方起用為南京兵部主事。又遇父喪，免守制，召為員外郎，升郎中，督師浙江，破倭寇於崇明島。後升右僉都御史，巡撫鳳陽，至南通州病卒。崇禎年間追諡“襄文”。

## 成就
身為明朝嘉靖八才子之一的唐順之，本習前七子的文風，後受到好友王慎中的勸導，改以唐宋古文家為法，兩人遂為唐宋健筆，成明朝文壇中，尊唐宋古文、反七子的知名學者，兩人齊名文壇，時稱曰「王唐」，又以兩人籍貫，合稱曰「晉江、毗陵」。唐順之有《與周約庵中丞論項守》一文傳名於世。
唐順之是明朝研究中國古文的重要學者。他強調為文為詩需要重視「本色」，也就是著重「文章真精神」，如果脫離此涵義，就算精心雕琢，仍會使文章呈現「下格」文字。
唐順之也是軍事家、武術家，曾破倭寇於浙江。武術方面的貢獻，唐著有“游嵩山少林寺”、“楊教師槍歌”、“峨嵋道人拳歌”。

## 家族
曾祖唐衍，贈户科給事中。祖父唐貴，户科給事中。父唐珤（1483年-1555年），號有懷，正德五年庚午科举人，官永州府知府。母任氏。具庆下。弟唐正之。子唐鶴徵，孫唐傚純，俱進士。

## 延伸阅读
[在维基数据编辑]
 在维基文库阅读此作者作品（ 在维基共享资源阅览影像）
 《國朝獻徵錄·卷之六十三》，出自焦竑《國朝獻徵錄》
 《明史卷二百〇五》，出自《明史》